# Héctor Soberón
Héctor Soberón Lorenzo (ur. 11 sierpnia 1964) – meksykański aktor telewizyjny i filmowy.

## Życie prywatne
Był żonaty z aktorką Michelle Vieth. Rozwiedli się w 2004 roku. Ich małżeństwo zostało unieważnione przez Kościół katolicki.
Od 24 maja 2006 roku jest żonaty z Janet Durón z którą ma dwie córki: Fátimę i Lucianę.

## Wybrana filmografia
- 1995-1996: Maria z przedmieścia jako Vladimir de la Vega
- 1998: Krople miłości jako Dr. Alberto
- 2000-2001: Miłość inna niż mówią jako César Segovia Sabatié "Felipe Sabatié"
- 2007: Meandry miłości jako Gary Mendoza
- 2013: Pasión Prohibida jako  Martín Santillana
- 2014: Twoja na zawsze jako Ulises Santander Alarcón